# Вульф, Иоахим Вильгельм
Иоахим Вильгельм Вульф (нем. Joachim Wilhelm Wulff, публиковался под именем В. Вилибальд Вульф, нем. W. Wilibald Wulff; 6 октября 1807, Гамбург — 30 марта 1893, Шлезвиг) — немецкий поэт и драматург. Отец Фридриха Вильгельма Вульфа.
Рано остался сиротой, с 16 лет поступил учеником в торговый дом. С 1830 г. служил секретарём в полиции, с 1868 г. на пенсии.
В начале 1850-х гг. наряду с Иоганном Крюгером стоял во главе Младогерманской школы (нем. Junggermanische Schule) молодых поэтов. Собрание стихотворений вышло в 1849 г., дополненное издание в 1858 г. вместе со вторым томом, включающим новые произведения.
В 1870-е гг. сотрудничал как драматург со Шлезвигским театром.